# Kbkg wz. 1960
O Karabinek-granatnik wzór 1960 (carabina-lança-granadas modelo 1960), também designado PMK-DGN-60 ou PMK-60,  é uma versão polonesa do fuzil de assalto AK-47 que pode disparar granadas de bocal.

## Descrição
O lança-granadas LON-I é aparafusado na extremidade frontal do cano do fuzil e travado por meio de um êmbolo com mola montado na base da massa de mira de um fuzil AK-47 modificado. A mira do lançador é montada na base da massa de mira. Uma válvula é instalada no lado direito do bloco de gás, permitindo que o gás seja bloqueado (impedindo que saia do cano pela janela de gás) quando as granadas são disparadas.
Ao usar o fuzil para lançar granadas, uma almofada de recuo de borracha especial é usada e um carregador especial de 10 cartuchos é inserido. Este carregador possui um bloco de enchimento que impede o uso com cartuchos "normais" (ou seja, com balas). Há também uma versão regular deste fuzil que não foi projetada para disparar granadas.

## Operadores

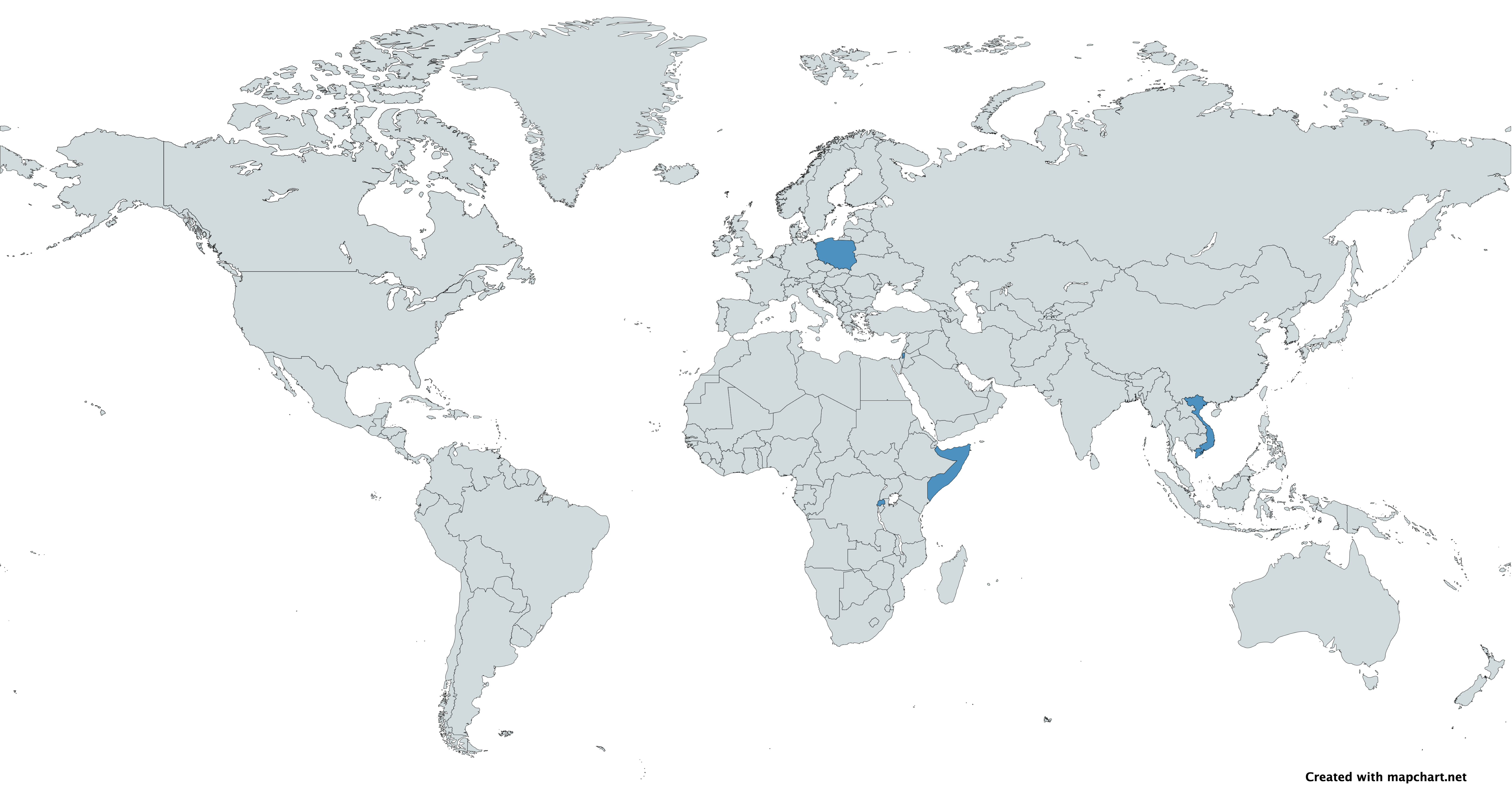
Mapa com operadores do Kbkg wz. 1960 em azul

- Palestina: Uso limitado por facções guerrilheiras da Organização para a Libertação da Palestina (OLP) no Líbano.[1]
- Polónia: Uso limitado atualmente, sendo substituído principalmente pelo wz. 83 Pallad.[2]
- Ruanda
- Somália
- Vietname: Usado durante a Guerra do Vietnã pelo Viet Cong e pelo Exército do Povo do Vietnã.